# ローズ・マリイ (1936年の映画)
『ローズ・マリイ』（Rose-Marie）は、1936年のアメリカ合衆国のミュージカル映画（撮影は1935年）。
1924年ニューヨークで初演され、1928年にはサイレント映画として映画化されたルドルフ・フリムルとハーバート・ストサート作曲のオペレッタ風ミュージカル『Rose-Marie』の再映画化であり、W・S・ヴァン・ダイクが監督、ジャネット・マクドナルドとネルソン・エディが主演した。
1954年にシネマスコープ作品として再映画化されている。

## キャスト
- マリー・ド・フロール：ジャネット・マクドナルド
- ブルース：ネルソン・エディ
- マイアソン：レジナルド・オーウェン（英語版）
- テノール歌手（劇中劇のみ登場）：アラン・ジョーンズ
- ジョン・フラワー（マリーの弟）：ジェームズ・ステュアート
- テディ：デヴィッド・ニーヴン

## スタッフ
- 監督：W・S・ヴァン・ダイク
- 製作：ハント・ストロンバーグ（英語版）
- 脚本：フランシス・グッドリッチ（英語版）、アルバート・ハケット（英語版）、アリス・D・G・ミラー（英語版）
- 音楽監督：ハーバート・ストサート（英語版）
- 撮影：ウィリアム・H・ダニエルズ（英語版）
- 美術：セドリック・ギボンズ、エドウィン・B・ウィリス、ジョゼフ・ライト
- 衣裳：エイドリアン（英語版）
- 録音：ダグラス・シアラー

## 劇中劇
- グノー『ロメオとジュリエット』：マリー（ジャネット・マクドナルド）がジュリエット役、テノール歌手（アラン・ジョーンズ）がロメオに扮して歌う
- プッチーニ『トスカ』：マリーがトスカ役、テノール歌手がカヴァラドッシ役に扮して歌う